# Bouillon Schaedler
 (novembre 2022).
Si vous disposez d'ouvrages ou d'articles de référence ou si vous connaissez des sites web de qualité traitant du thème abordé ici, merci de compléter l'article en donnant les références utiles à sa vérifiabilité et en les liant à la section « Notes et références ».
Milieu de culture liquide pour la culture de bactéries anaérobies.

## Composition
- peptone trypticase soja :...................10,0g/L
- peptone :........................................5,0g/L
- extrait de levure :..........................5,0g/L
- Chlorhydrate de cystéine : ......................0,4g/L
- Hémine : ...................................0,01g/L
- Glucose :................................... 5,0g/L
- Tampon TRIS : ..................................0,75g/L
- pH : 7,6

## Protocole d'ensemencement
- le milieu est régénéré avant l'emploi (20 à 30 minutes à 100 °C)
- Deux à trois gouttes d'une suspension bactérienne dense sont déposées à la pipette au fond du tube, en évitant d'introduire de l'air.
- Si le milieu est conditionné en tube large, il est nécessaire de le recouvrir de paraffine stérile préalablement fondue ;
- L'incubation en anaérobiose est réalisée pendant 24h à 37 °C.

## Utilisation
L'addition d'agents sélectifs permet la culture de bactéries délicates ou exigeantes. Par exemple, l'addition de 2g de placenta en poudre et de 2mg de néomycine par litre de milieu permet la culture sélective de Bactéroïdes et de Clostridium. La cystéine inhibe la croissance d'Escherichia coli.
Isolement des anaérobies